# Raphael Bouju
Raphael Bouju (15 de maio de 2002) é um desportista neerlandês que compete em atletismo, especialista nas corridas de velocidade. Nos Jogos Europeus de 2023 conseguiu uma medalha de prata na prova de 100 m.

## Palmarés internacional
| Jogos Europeus | Jogos Europeus | Jogos Europeus   | Jogos Europeus |
| Ano            | Lugar          | Medalha          | Prova          |
| -------------- | -------------- | ---------------- | -------------- |
| 2023           | Chorzów        | Medalha de prata | 100 m          |